# Embalse de Azután
El embalse de Azután es una obra de ingeniería hidroeléctrica construida en el curso medio del río Tajo. La presa se sitúa a 3 km de la localidad toledana de Azután, de la que toma el nombre, en la comunidad autónoma de Castilla-La Mancha, España.
Retiene las aguas del río Tajo y tiene una capacidad de almacenamiento de 113 hm³, abarcando una superficie de 1250 hectáreas.
La presa es de tipo contrafuertes, con una altura máxima desde los cimientos de 55 metros y una longitud en la coronación de 411 metros. El embalse se utiliza principalmente para la generación de energía hidroeléctrica y para el riego agrícola. La central hidroeléctrica asociada cuenta con una capacidad instalada de 180 MW, aprovechando una caída de agua de 32 metros y un caudal máximo de 750 m³/s.
Además de su función energética y agrícola, el embalse de Azután es un lugar de interés para la observación de aves. Según la plataforma eBird, se han registrado 111 especies en la zona, lo que lo convierte en un punto atractivo para los aficionados a la ornitología.